# 穆纯
穆纯（？—？），鲜卑姓丘穆陵氏，代人，河南郡洛阳县（今河南省洛阳市东）人，北魏官员。

## 生平
穆纯在父亲穆敦死后袭爵为黄平子，历任散骑常侍、光祿勳少卿。太和十八年（494年）十一月甲申（494年12月26日），魏孝文帝元宏经过比干墓，亲自为比干撰写吊文，穆纯也作为82名随祭官之一跟随参与了这次巡视，题名中称之为“员外散骑常侍、光祿勳少卿、黄平子臣丘目陵纯”，在所有82名随祭官中排在第18位。之后穆纯历任右卫将军，转任右将军、河州刺史，去世后，朝廷赠予镇北将军、并州刺史。

## 家庭

### 父亲
- 穆敦，北魏辅国将军、西部都将、黄平子

### 兄弟
- 穆鑖，北魏平北将军、金紫光祿大夫、并州刺史

### 子女
- 穆盛，北魏直阁将军、黄平子
- 穆裕，北魏辅国将军、中散大夫